# Willi Schultheis
Willi Schultheis (* 6. März 1922 in Dahlwitz-Hoppegarten; † 24. Juli 1995 in Warendorf) gilt als einer der besten Dressurreiter und -trainer seiner Zeit.

## Leben
Willi Schultheis wurde 1922 in Dahlwitz-Hoppegarten als Sohn des Jockeys Karl Schultheis geboren. Bereits mit acht Jahren sammelte er erste Erfahrungen im Sattel und wollte seinem Vater als Jockey nacheifern. Schnell wurde allerdings klar, dass ihm diese Laufbahn auf Grund seines zu hohen Gewichts verwehrt bleiben würde. Während seiner Ausbildung zum Bereiter im Tattersall Tiergarten, er war gerade erst vierzehn Jahre alt, fiel er Otto Lörke auf, der für die Olympischen Spiele 1936 nach Berlin gekommen war. In den folgenden vier Jahren konnte er seine Ausbildung bei Lörke, unter anderem mit dem Dressur Olympiasieger Kronos als Lehrpferd, abschließen. Nach seiner Ausbildung wurde Schultheis zum Militärdienst eingezogen, der ihn bereits nach kurzer Zeit in der Heeres Reit- und Fahrschule Krampnitz wieder mit Lörke zusammenbrachte, der dort Leiter des Schulstalls geworden war. Die dort von Felix Bürkner aufgestellte Große Schulquadrille stellte Schultheis gemeinsam mit Albert Stecken und George Theodorescu für die Olympischen Spiele 1972 wieder auf.
Nach Ende des Zweiten Weltkriegs ging Schultheis gemeinsam mit Lörke ans Gestüt Vornholz bei Warendorf. Erst 1954 – nach achtzehn gemeinsamen Jahren mit seinem Lehrmeister Otto Lörke – trennten sich die Wege der beiden. Damit begann für Willi Schultheis eine sehr erfolgreiche Zeit. Er machte sich im Düsseldorfer Stall Talihoh selbständig und erhielt aufgrund des ihm vorauseilenden Rufs als ein exzellenter Ausbilder und Bereiter schnell eine Vielzahl guter Pferde, darunter die Hannoveranerstute Doublette, die die noch heute gültige Bestmarke von 165 Dressursiegen hält. Von Düsseldorf aus wechselte Schultheis 1955 auf Betreiben von Axel Springer nach Hamburg, wo er in den folgenden Jahren achtmal das Deutsche Dressurderby gewinnen konnte. Daneben trainierte er Rosemarie Springer, die fünfmal den Titel der Deutschen Meisterin im Dressurreiten erringen konnte, gewann 1952 und 1954 bis 1962 das deutsche Championat der Dressurreiter und von 1959 bis 1961 die 1959 erstmals ausgetragenen deutschen Meisterschaften im Dressurreiten.
Als Berufsreiter blieben Schultheis Teilnahmen an Olympischen Spielen verwehrt, aber an den Olympischen Reiterspielen 1956 in Stockholm und den Olympischen Spielen 1960 in Rom waren von ihm ausgebildete Pferde und Reiter beteiligt. Einen ersten Höhepunkt seiner olympischen Erfolge stellte die Silbermedaille in der Mannschaftsdressur 1956 dar, als seine Schülerin Hannelore Weygand, gemeinsam mit den Schülerinnen Liselott Linsenhoff und Anneliese Küppers von Otto Lörke, überraschend als erste Damenmannschaft im Olympischen Reitsport erfolgreich war. Die Olympischen Spiele 1968 in Mexiko-Stadt und die Olympischen Spiele 1972 sahen Willi Schultheis als Trainer der kanadischen Mannschaft, die bei beiden Spielen jeweils den sechsten Platz erreichen konnte. Von 1974 bis 1979 schließlich war Schultheis Bundestrainer für Dressurreiten. In dieser Zeit wurde das deutsche Dressurteam 1976 Olympiasieger, zweimal Weltmeister und dreimal Europameister. Warendorf war unter Schultheis' Ägide ein Weltzentrum des Dressursports, in dem nicht nur deutsche Reiter trainierten, sondern auch Reiter aus Großbritannien, Frankreich den USA und anderen Ländern. Für eine 1961 veröffentlichte Schallplatte der Ariola berichtete er Vom Umgang mit Pferden.

## Auszeichnungen
- Deutsches Reiterkreuz in Gold
- Goldene Ehrennadel des Hannoveraner und des Trakehner Verbandes
- Sportplakette der Stadt Hamburg
- Bundesverdienstkreuz Erster Klasse
- Willi Schultheis war 1975 der erste Dressurausbilder, dem der Titel Reitmeister verliehen wurde. Mit dieser Auszeichnung werden Trainer für „herausragende Leistungen im Sattel, langjährige herausragende Ergebnisse als Ausbilder von Spitzenreitern und -pferden sowie nachahmenswertes Engagement für den Reitsport“ geehrt.[2]